# Lagopsis eriostachya
Lagopsis eriostachya là một loài thực vật có hoa trong họ Hoa môi. Loài này được (Benth.) Ikonn.-Gal. mô tả khoa học đầu tiên năm 1937.